# Hertz (entreprise)
Pour les articles homonymes, voir Hertz (homonymie).
Hertz Global Holdings /hərts/ est une entreprise américaine de location de véhicules. La société détient Rental Car Intermediate Holdings, LLC, qui détient Hertz Corporation (Hertz), Elle se situe au premier rang mondial avec plus de 9 700 sites de location situés dans 146 pays de par le monde et emploie près 37 000 salariés environ. Elle est dirigée par Paul Stone depuis mai 2020.
L'activité principale du groupe est la location de véhicules.

## Histoire
L'entreprise est créée en 1918 à Chicago par Walter L. Jacobs. Au départ c'est une petite société proposant une douzaine de Ford T à la location.
En 1923, John Daniel Hertz la rachète et la renomme Hertz Drive-Ur-Self Corporation.
En aout 2012, après 5 ans de discussions avec Dollar Thrifty et 2 ans de batailles boursières avec Avis, Hertz rachète son concurrent américain Dollar Thrifty pour 2,3 milliards de dollars.
En mars 2014, Hertz scinde sa filiale de locations d'équipements qui s'appellera Hertz Equipment Rental Corp (HERC) tirant plus de 2,5 milliards de dollars de la scission.
Le 22 mai 2020, lourdement endettée, Hertz annonce déposer le bilan aux États-Unis et au Canada. Cette mesure ne concerne pas les filiales européennes.

### Identité visuelle

Logo jusqu'en octobre 2009.
Logo d'octobre 2009 à 2020.
Logo depuis 2020

## Actionnaires
| Icahn Associates Holding                        | 38,9 % |
| Dimensional Fund Advisors                       | 8,39 % |
| Reconnaissance Technologies LLC                 | 6,66 % |
| PAR Capital Management, Inc.                    | 6,35 % |
| The Vanguard Group                              | 6,31 % |
| JANA Partners LLC                               | 6,30 % |
| GAMCO Asset Management, Inc                     | 5,00 % |
| Fairholme Capital Management LLC                | 4,65 % |
| Goldman Sachs & Co. LLC (Private Banking)       | 4,37 % |
| The Carlyle Group LP (Corporate Private Equity) | 3,27 % |
| Mis à jour le 24 mai 2020.                      |        |

## Filiales
Hertz détient plusieurs filiales :
- Hertz Claim Management Corporation : fournit une gestion de sinistres flotte/auto adaptée pour les garanties dommages, responsabilité civile ou défense recours ;
- Hertz Local Edition (activité exclusivement présente aux États-Unis) : propose des véhicules de remplacement ;
- Hertz Trois Soleils (activité exclusivement présente en France) : spécialisée dans la location de camping-cars.

## Hertz France
La filiale française, créée le 4 mai 1990, a son siège social à Montigny-le-Bretonneux.
Elle est dirigée par Pascale Roque depuis Mars 2022 . 
|                                           | 2014   | 2015  | 2016  | 2017  | 2018  |
| ----------------------------------------- | ------ | ----- | ----- | ----- | ----- |
| Chiffre d'affaires en millions d'euros    | 380    | 396   | 406   | 409   | 423   |
| Résultat net en millions d'euros (+ ou -) | -166,7 | -76,1 | -58,3 | -69,5 | -27   |
| Effectif moyen annuel                     | 1 250  | 1 254 | 1 320 | 1 320 | 1 314 |